# 1989–1990-es magyar női vízilabda-bajnokság
Az 1989–1990-es magyar női vízilabda-bajnokság a hetedik magyar női vízilabda-bajnokság volt. A bajnokságban nyolc csapat indult el, a csapatok két kört játszottak.

## Tabella
| #  | Csapat             | M  | Gy | D | V  | G+  | G-  | P  |
| -- | ------------------ | -- | -- | - | -- | --- | --- | -- |
| 1. | Szentesi Vízmű     | 14 | 13 | 0 | 1  | 204 | 56  | 26 |
| 2. | BVSC               | 14 | 10 | 2 | 2  | 154 | 64  | 22 |
| 3. | Vasas SC           | 14 | 9  | 2 | 3  | 218 | 95  | 20 |
| 4. | OSC                | 14 | 10 | 0 | 4  | 134 | 85  | 20 |
| 5. | Tatabányai Petőfi  | 14 | 4  | 0 | 10 | 60  | 149 | 8  |
| 6. | Dunaújvárosi Vízmű | 14 | 4  | 0 | 10 | 75  | 194 | 8  |
| 7. | Szolnoki Vízügy    | 14 | 4  | 0 | 10 | 82  | 183 | 8  |
| 8. | Eger SE            | 14 | 0  | 0 | 14 | 51  | 212 | 0  |

* M: Mérkőzés Gy: Győzelem D: Döntetlen V: Vereség G+: Dobott gól G-: Kapott gól P: Pont
A bajnok Szentes játékoskerete: Csákó Ágnes, Eke Andrea, Erdőháti Anett, Geönczeöl Anett, Huff Zsuzsa, Kádár Judit, Pengő Erzsébet, Rónaszéki Ildikó, Sipos Anett, Sipos Edit, Sipos Ivett, Szamosi Csilla, Sztankovics Tímea, Tóth Gabriella, Tóth Noémi, Várkonyi Gabriella, Vincze Edit, vezetőedző: Tóth Gyula